# کاتالیزگر فوتوریداکس
سیال تنظیم پذیر مغناطیسی ئسته ای از مواد هوشمند جدید است که ویژگی‌های کنترل پذیر آن را می‌توان به سرعت تغییر داد و به آسانی و تحت میدان مغناطیسی اعمال شده آنها را کنترل کرد. سیال MR در غیاب میدان مغناطیسی مانند یک مایع روان است اما تحت میدان مغناطیسی قوی ویسکوزیته آن به بیش از دو برابر افزایش می‌یابد و خصوصیات رفتاری آن به صورت یک شبه جامد در می‌آید. جالب این است که این تغییر در مدت زمان بسیار کوتاهی و در حدود میلی ثانیه اتفاق می‌افتد. استحکام سیال MR را می‌توان با استحکام تسلیم برشی آن توصیف کرد. به هر حال تغییر ویسکوزیته به صورت پیوسته و برگشت‌پذیر است.پس از حذف میدان مغناطیسی سیال MR به حالت مایع روان اولیه بازمی‌گردد. با استفاده از این خاصیت سیال MR تجهیزات حاوی این ماده قادرند تا واسطی ساده همراه با پاسخی سریع بین کنترلل الکتریکی و سیستم مکانیکی فراهم کنند. به هر حال پژوهشگران و صنعتگران علاقهٔ زیادی به سیال MR و کاربردهایش نشان داده‌اند و لذا سیال MR به شاخهٔ مهمی از مواد هوشمند تبدیل شده‌است. سیال MR کلاسیم محلول غیزکلوییدی از ذرات آهنربا شونده به اندازه میکرونی در مایعی با نفوذپذیری پایین است. تجهیزات حاوی سیال MR شامل میراکننده‌ها، ترمزها، کلاچ‌ها، ابزارهای پرداخت کننده، شیرهای هیدرولیک و غیره هستند. در سال ۱۹۴۸ رابینو سیال MR را کشف کرد و با استفاده از آن در کلاچ آن را توسعه داد. سالیان کوتاهی پس از آن امتیاز سیال MR تا حدی شناخته شد و تحقیقات مربوط به آن گسترش یافت. هرچند سیال ER جنبه‌های بالقوهٔ گسترده‌ای دارد اما محدودیت‌ها هم به همراه دارد. به عنوان مثال می‌توان به استحکام تسلیم پایین، حساسیت به آلودگی (خصوصاً آب)، نیاز به ولتاژ بالایی در حدو ۱–۵ کیلو ولت و بازه دمایی نسبتاً محدود اشاره کرد. امتیازهای مهم سیال MR، استحکام تسلیم بالای ۵–۱۰۰ کیلو پاسکال، عدم حساسی به آلودگی، نیاز به ولتاژ پایین در حدود ۱۲–۲۴ ولت و قابلیت کار در بازهٔ دمایی گسترده (از -۴۰ تا ۱۵۰ درجه سانتی گراد۹ هستند.

## مودهای عملکردی برای تجهیزات حاوی سیال MR
مودهای عملکردی برای تجهیزات حاوی سیال MR، مود جریانی، مود برش، مود فشار و هر ترکیبی از این سه مود هستند. در مود جریان سیال MR بین دو صفحه ساکن همراه با یک افت فشار جریان می‌یابد و مقاومت جریان می‌توانئ با میدان مغناطیسی در جهت عمود بر جریان کنتل گردد. شیرهای خودکار، میراککنده‌ها، ضربه گیرها و عملگرها از نمونه‌های مود جریان هستند. در مود برش، سیال MR بین دو سطح در حال حرکت نسبت به یکدیگر (لغزشی یا چرخشی) قرار می‌گیرد؛ و میدان مغناطیسی به صورت عمود بر جهت حرکت این سطوح شارش می‌یابد. ویژگی تنش برشی متناظر با سرعت برشی را می‌توان به وسیلهٔ میدان مغناطیسی کنترل کرد. نمونه‌های مورد برش شامل کلاچ‌ها، ترمزها، ابزارهای مهار کننده و قفل کننده هستند. در مود فشاری، فاصله بین صفحات موازی تغییر می‌کند و موجب جریان فشاری می‌گردد. در این مود، نیروی نسبتاً زیادی به دست می‌آید. خصوصاً این مود برای میرا کردن ارتعاشات کم دامنه (تا چند میلی‌متر) و نیروی دینامکی زیاد مناسب است؛ لذا مود فشاری در برخی از میراکننده‌های ارتعاشی به کار می‌رود.

## میراکننده‌ها در مود جریان
این نوع از میراکننده‌ها معمولاً در ساختمان سیلندر و پیستون استفاده می‌شوند. برحسب ساختمان میراکننده، ممکن است که دستهٔ پیستون یکسر یا دو سر باشند. شیر کنترل جریان سیال MR که تحت میدان مغناطیسی قرار گرفته‌است، سوراخی در پیستون با مسیر بازگشت جداگانه به درون سیلندر است.

## میراکننده‌ها در مود فشار
یک میراکننده ارتعاشات کوچک که مبتنی بر سیال MR ساخته شده‌است و در مود فشاری کار می‌کند برای کنترل فعال و زمان واقعی در موارد صنعتی کاربرد فراوانی دارد. میراکننده به وسیله حرکت یک دیسک کوچک یا تیغه ای در محفظه کار می‌کند.

## کاربردهای دیگر سیال MR
سیال MR علاوه بر کاربرد در صنعت مکانیک، در زمینه‌های دیگر نیز کاربرد دارد. یکی از مهم ترین‌های آنها مهندسی ساختمان و عمران است؛ که در کنترل ارتعاشات ساختمان‌ها خصوصاً در معرض قرار گرفتن زلزله یا طوفان کاربرد دارد